# FC Tighina
El FC Tighina és un club de futbol moldau de la ciutat de Bender, a Transnístria. Al llarg de la seva història també ha tingt el nom de Dinamo Bender o Tighina Bendery, entre d'altres denominacions. Va ser fundat en 1950 i és un dels clubs en actiu més antics del futbol moldau. L'equip disputa els seus partits com a local a l'Estadi Dinamo, i juga a la Divizia A (segona divisió moldava).

## Noms
El club ha rebut els següents noms al llarg de la història:
- Burevestnik Bender (1950-1959)
- Lokomotiv Bender (1959-1959)
- Nistrul Bender (1960-1973)
- Pishevik Bender (1974-1988)
- Tighina-RSHVSM (1989-1989)
- Tighina (1990-1990)
- Tighina-Apoel (1991-1991)
- Tighina (1992-1996)
- Dinamo Bendery (1996-1999)
- Dinamo-Stimold Tighina (1999-2000)
- FC Dinamo Bender
- FC Tighina (2010-actualitat).